# ウガンダ議会
ウガンダ議会（ウガンダぎかい、英語: Parliament of Uganda）は、ウガンダの立法府である。

## 概要
一院制、定数529、任期5年。
政党名簿比例代表で選出される。